# دم‌دراز حنایی
دم‌دراز حنایی (نام علمی: Baryphthengus martii) نام یک گونه از سرده دم‌درازهای حنایی است.